# Lune bleue (roman)
Pour les articles homonymes, voir Lune bleue.
Lune bleue (titre original : Blue Moon) est le deuxième tome de la saga Éternels d'Alyson Noël.

## Résumé
Les pouvoirs d’immortels d’Ever sont de plus en plus forts grâce à l’aide de son amoureux, Damen. Mais bizarrement, ceux de Damen diminuent après l’arrivée de Roman, un garçon venu de Londres que tout le monde semble aimer. Damen ne se sent pas bien, ce qui ne lui arrive jamais. Un soir, Damen disparaît et quand Ever le revoit, il a  tout oublié de leur amour et de son immortalité. Aidée par Ava, Ever est prête à tout pour découvrir ce qui est arrivé à son bien-aimé. Elle trouvera dans l’Été perpétuel les réponses à ses questions et en apprendra plus sur le passé de Damen. Mais elle va être confrontée à un choix terrible : sauver Damen ou revenir dans le passé pour sauver sa famille.

## Personnages
Ever Bloom : adolescente de 16 ans, blonde aux yeux bleus, ayant perdu sa famille et son chien dans un accident qui lui a laissé une cicatrice sur le front et des pouvoirs psychiques. Elle voit la couleur des auras humaines, entend ce qu'ils pensent, connaît l'histoire de leur vie à leur contact et communiquer avec le fantôme de sa sœur. Ignorée par ses camarades de classe, elle tombe amoureuse de Damen, seul adolescent à résister à ses pouvoirs.
Damen Auguste : premier des immortels, a hérité de son père de la recette de l'élixir d'immortalité. Il est amoureux d'Ever depuis leur première rencontre, après s'être séparé de son ex-femme. Vie après vie, les réincarnations d'Ever sont toutes tuées dans ce qui semble être des accidents, et Damen commence à perdre espoir avant de réussir enfin à sauver sa bien-aimée.
Sabine : tante d'Ever, qui l'accueille après l'accident. L'adolescente se sent à la fois reconnaissante et coupable envers sa tante, qu'elle pense priver de liberté.
Riley Bloom : sœur d'Ever, qui lui rend régulièrement visite et communique avec elle grâce aux pouvoirs psychiques de cette dernière.
Drina Auguste : immortelle, aussi l'ex-femme de Damen. C'est elle qui tue Ever à chacune de ses réincarnations. Cette fois-ci, comme Ever est immortelle, elle parvient à tuer Drina.
Ava : voyante qui aide Ever à se forger un bouclier psychique pour ne plus entendre les pensées des autres.
Haven : l'une des seules amies d'Ever, qui change souvent de style car elle veut se faire remarquer. Elle est attirée par Damen et jalouse Ever.
Miles : Comme Haven, c'est un ami d'Ever. Il est homosexuel et, tout comme Haven, s'intéresse à Damen. Il chante et joue dans des pièces de théâtre.
Stacia : fille très populaire dans le lycée d'Ever. C'est aussi sa pire ennemie. Elle sortira avec Damen quand celui-ci ne sera plus lui-même à cause de Roman.
Roman : un immortel amoureux de Drina. Pour venger sa mort il va empoisonner Damen.
Rayne et Romy : deux jumelles qui vivent dans l’Été perpétuel, qui l'aideront à sauver Damen.